# Michel Vlap
Michel Vlap (Sneek, 2 giugno 1997) è un calciatore olandese, centrocampista dell'Al-Ahli Doha.

## Caratteristiche tecniche
Nasce come trequartista ma nel corso del tempo ha sviluppato una duttilità tecnica tale da risultare efficace come mezzala e addirittura come ala sinistra,mancino molto abile tecnicamente è solito tagliare per cercare la conclusione col piede forte

## Carriera

### Club
Cresciuto nelle giovanili dell'Heerenveen, ha esordito in Eredivisie il 27 novembre 2016 in un match perso 1-0 contro l'Ajax. Segna la prima rete in campionato nel match perso per 2-1 contro l'Az Alkmaar il 29 ottobre 2017. La prima doppietta viene realizzata il 6 ottobre 2018, nel match vinto 5-0 contro il neopromosso De Graafschap. In questa stagione si afferma segnando 16 gol in campionato. Il 4 luglio 2019 viene ceduto all’Anderlecht per 8 milioni di euro.
Il 1º febbraio 2021 l'Anderlecht lo ha ceduto in prestito ai tedeschi dell'Arminia Bielefeld, allo scopo di dargli occasione di giocare di più.

### Arminia Bielefeld
Nel 2021 viene acquistato in prestito dall'Arminia Bielefeld, club neopromosso in Bundesliga, dove debutta e segna il suo primo gol nella massima competizione tedesca nel match in casa del Bayern Monaco il 15 febbraio nel posticipo della 21ª giornata.

## Statistiche

### Presenze e reti nei club
Statistiche aggiornate al 10 agosto 2025.
| Stagione          | Squadra           | Campionato        | Campionato | Campionato | Coppe nazionali | Coppe nazionali | Coppe nazionali | Coppe continentali | Coppe continentali | Coppe continentali | Altre coppe | Altre coppe | Altre coppe | Totale | Totale | Totale |
| Stagione          | Squadra           | Comp              | Pres       | Reti       | Comp            | Pres            | Reti            | Comp               | Pres               | Reti               | Comp        | Pres        | Reti        | Pres   | Reti   |        |
| ----------------- | ----------------- | ----------------- | ---------- | ---------- | --------------- | --------------- | --------------- | ------------------ | ------------------ | ------------------ | ----------- | ----------- | ----------- | ------ | ------ | ------ |
| 2016-2017         | Heerenveen        | E                 | 1          | 0          | CO              | 0               | 0               |                    | -                  | -                  |             | -           | -           | 1      | 0      |        |
| 2017-2018         | Heerenveen        | E                 | 24         | 4          | CO              | 2               | 0               |                    | -                  | -                  |             | -           | -           | 26     | 4      |        |
| 2018-2019         | Heerenveen        | E                 | 34         | 16         | CO              | 4               | 1               |                    |                    |                    |             |             |             | 38     | 17     |        |
| Totale Heerenveen | Totale Heerenveen | Totale Heerenveen | 59         | 20         |                 | 6               | 1               |                    | -                  | -                  |             | -           | -           | 65     | 21     |        |
| 2019-2020         | Anderlecht        | PL                | 23         | 10         | CB              | 2               | 0               |                    | -                  | -                  |             | -           | -           | 25     | 10     |        |
| 2020-gen. 2021    | Anderlecht        | PL                | 11         | 1          |                 | -               | -               |                    | -                  | -                  |             | -           | -           | 11     | 1      |        |
| Totale Anderlecht | Totale Anderlecht | Totale Anderlecht | 34         | 11         |                 | 2               | 0               |                    | -                  | -                  |             | -           | -           | 36     | 11     |        |
| feb.-giu. 2021    | Arminia Bielefeld | BL                | 7          | 1          | CG              | -               | -               |                    | -                  | -                  |             | -           | -           | 7      | 1      |        |
| 2021-2022         | Twente            | E                 | 34         | 5          | CO              | 2               | 0               |                    | -                  | -                  |             | -           | -           | 36     | 5      |        |
| 2022-2023         | Twente            | E                 | 36         | 4          | CO              | 1               | 0               | UECL               | 4                  | 2                  |             | -           | -           | 41     | 6      |        |
| 2023-2024         | Twente            | E                 | 29         | 2          | CO              | 1               | 0               | UECL               | 5                  | 0                  |             | -           | -           | 35     | 2      |        |
| 2024-2025         | Twente            | E                 | 36         | 5          | CO              | 2               | 0               | UCL+UEL            | 2+10               | 1+1                |             | -           | -           | 50     | 7      |        |
| Totale Twente     | Totale Twente     | Totale Twente     | 135        | 16         |                 | 6               | 0               |                    | 21                 | 4                  |             | -           | -           | 162    | 20     |        |
| 2025-2026         | Al-Ahli Doha      | QSL               | -          | -          | QSC+EQC         | -               | -               | -                  | -                  | -                  | CQ          | -           | -           | -      | -      |        |
| Totale carriera   | Totale carriera   | Totale carriera   | 235        | 48         |                 | 14              | 1               |                    | 21                 | 4                  |             | -           | -           | 270    | 53     |        |